# セブオダREBOOOOOOORN! 7ORDER進化計画
『セブオダREBOOOOOOORN! 7ORDER進化計画』（セブオダリボーン セブンオーダーしんかけいかく）は、huluで配信されているバラエティ番組。

## 概要
7ORDERが、演技力や本番力といった一流のエンターテイナーに必要な要素を学んでいくドキュメンタリーバラエティ。隔週金曜日に配信された。

## 出演者
- 7ORDER
  - 安井謙太郎
  - 真田佑馬
  - 諸星翔希
  - 森田美勇人
  - 萩谷慧悟
  - 阿部顕嵐
  - 長妻怜央

## 放送リスト
| 放送回 | 放送日  | サブタイトル                                                       | ゲスト                 |
| ------ | ------- | ------------------------------------------------------------------ | ---------------------- |
| 1      | 4月29日 | 最高の役を勝ち取れ！『チャレンジ・ワンカットドラマ』企画           | 岩崎う大(かもめんたる) |
| 2      | 5月13日 | 最高の役を勝ち取れ！『チャレンジ・ワンカットドラマ』企画           | 岩崎う大(かもめんたる) |
| 3      | 5月27日 | バカッコイイ技で完成させろ！『チャレンジ・ミュージックビデオ』企画 | -                      |
| 4      | 6月10日 | バカッコイイ技で完成させろ！『チャレンジ・ミュージックビデオ』企画 | -                      |